# 芜湖西站
芜湖西站是曾经位于安徽省芜湖市江边路陶沟的一个铁路车站，现已不存。该车站是芜湖最早的火车站。

## 历史
1905年7月，张静江创办的商办安徽省铁路公司在芜湖陶沟购地50亩，成立芜湖铁路办事处，筹款修建江南铁路。但是后期由于种种原因导致工程举步维艰，至1911年(清宣统三年)4月，仅建成芜湖至湾沚间32公里路基和桥涵，芜湖站仅有站基填筑完成，继因财力不足中途废置。1912年6月，北洋政府与英国中央股份有限公司签订800万英镑的合同，准备续建江南铁路，但因第一次世界大战爆发，借款无着，续建终成泡影。
1932年，商办芜乍轻便铁路公司创立，1933年更名为江南铁路股份有限公司。5月21日，在芜湖怡和码头举行开工典礼，修建芜湖至孙家埠铁路，全长76公里，当年11月25日通车，江南铁路公司在市区江岸路九号码头附近，陶沟北部建立了陶沟火车站。1933年4月25日，商办江南铁路公司沿用原址建站。7月10日动工。1934年建成为甲等站，时称“江边站”，是芜湖办理铁路客货运输业务之始。车站设施：有简易客货站台两座（600尺）、雨棚长400尺，仓库一间(500平方米)，货场1处，办公楼1幢，（楼上为运输处的机务、车务股办公处；楼下没行车室、旅客候车室、行李房，售票室等）。站内铺设7股道，均为每码60磅的旧轨。1937年，日军飞机炸毁站房，后为日本华中铁道株式会社侵占经营。1948年1月，江南铁路公司修复江边站站房，增铺2股道，并更换每码10磅的钢轨，更名为芜湖站。
1949年4月后，芜湖站隶属上海铁路局。1952年，改为中心站，下辖塔桥站、湾里站。1953年，改属南京铁路运输分局。1958年由蚌埠铁路局领导。1975年1月1日改属上海铁路局芜湖办事处。1980年1月1日，改属南京铁路分局的化鱼山直属站管辖。1981年4月1日，1981年6月，康复路乘降所更名为康复路站，原芜湖站更名为芜湖西站。从1982年年底起，只办理货运业务，成为三等货运站。1985年，本站有站线18条，其中到发线3条，长720米；货物线7条，长1678米，道岔25组；货物站台1座，仓库8幢，共2036平方米；露天堆场102处。1993年7月30日，化鱼山货场开通启用后，芜湖西站只办理零担货物，也被称为芜湖西货场，占地约9万平方米，有站线18条，道岔25组，货物站台一座，仓库8幢及露天堆场102处。
根据芜湖市地方志记载，该站客运自1981年后逐步减少，1982年停办客运业务。90年代中期才将其拆除。
由于芜湖西站位于市区江边九号码头附近，与化鱼山站的联结线约3.2公里，由芜湖西站往化鱼山站，穿越市区5条主要道路，均为平交道口。进出站列车对城市交通影响很大，常常阻塞干扰交通。西站的位置以及铁路横穿市中心，也影响城市的规划与发展。1984年起，芜湖市政府就车站搬迁问题多次与铁路方面磋商。1997年6月，南京铁路分局正式报请上海铁路局批准。同年11月20日，上海铁路局批准搬迁。1998年6月30日，该站停运并正式关闭，随后拆除铁路线及五个道口。芜湖西货场原址改建成东方花园住宅小区。